# Comuna Tătaru, Prahova
Tătaru este o comună în județul Prahova, Muntenia, România, formată din satele Podgoria, Siliștea și Tătaru (reședința).

## Așezare
Comuna se află în Subcarpații de Curbură, în estul județului. Este traversată de șoseaua județeană DJ102R, care o leagă spre vest de Gornet-Cricov și spre sud-est de Călugăreni și Gura Vadului.

## Demografie
Componența etnică a comunei Tătaru
     Români (92,25%)
     Alte etnii (7,75%)
Componența confesională a comunei Tătaru
     Ortodocși (90,78%)
     Alte religii (0,27%)
     Necunoscută (8,96%)
Conform recensământului efectuat în 2021, populația comunei Tătaru se ridică la 748 de locuitori, în scădere față de recensământul anterior din 2011, când fuseseră înregistrați 969 de locuitori. Majoritatea locuitorilor sunt români (92,25%). Din punct de vedere confesional, majoritatea locuitorilor sunt ortodocși (90,78%), iar pentru 8,96% nu se cunoaște apartenența confesională.

## Politică și administrație
Comuna Tătaru este administrată de un primar și un consiliu local compus din 9 consilieri. Primarul, Ionuț Popa[*], de la Partidul Social Democrat, este în funcție din octombrie 2020. Începând cu alegerile locale din 2024, consiliul local are următoarea componență pe partide politice:
|  | Partid                    | Consilieri | Componența Consiliului | Componența Consiliului | Componența Consiliului | Componența Consiliului | Componența Consiliului | Componența Consiliului | Componența Consiliului |
|  | ------------------------- | ---------- | ---------------------- | ---------------------- | ---------------------- | ---------------------- | ---------------------- | ---------------------- | ---------------------- |
|  | Partidul Social Democrat  | 7          |                        |                        |                        |                        |                        |                        |                        |
|  | Partidul Național Liberal | 2          |                        |                        |                        |                        |                        |                        |                        |

## Istorie
La sfârșitul secolului al XIX-lea, comuna făcea parte din plasa Cricovul a județului Prahova și era formată doar din satul Tătaru. În următorii ani, însă, ea a fost desființată, satul Tătaru trecând la comuna Cărbunești. Comuna a fost reînființată în 1931, tot doar cu satul de reședință, apărând în Enciclopedia României din 1938 în plasa Urlați din județul Prahova.
Comuna Tătaru a fost desființată între anii 1940-1962.
În 1950, localitatea a fost inclusă în comuna Sângeru, raionul Urlați din regiunea Prahova și apoi (după 1952) în comuna Udrești, raionul Cricov din regiunea Ploiești. În 1968, județul Prahova s-a reînființat, iar comuna Tătaru a devenit parte a lui în componența actuală.

## Monumente istorice
În comuna Tătaru se află schitul rupestru „La Chilii” (sfârșitul secolului al XVI-lea–începutul secolului al XVII-lea), monument istoric de arhitectură de interes național, aflat pe Valea Sărățica în zona satului Podgoria.
În rest, alte șapte obiective din comună sunt incluse în lista monumentelor istorice din județul Prahova ca monumente de interes local. Patru sunt clasificate ca monumente de arhitectură: casele Gheorghe Obeadă, Șerban Constantin (sfârșitul secolului al XIX-lea), Tudora Ionescu (începutul secolului al XX-lea) și Aurel Petrache (1927) din satul Podgoria. Celelalte trei sunt monumente memoriale sau funerare, trei cruci de pomenire din piatră: una aflată la jumătatea drumului între satele Podgoria și Udrești, una din 1830 aflată în centrul satului Podgoria, la răspântia drumului spre Udrești, și o alta din secolul al XIX-lea aflată în centrul satului Tătaru.
Monumentul Eroilor din Tătaru este un monument istoric situat în comuna Tătaru, județul Prahova, ridicat de Primăria Tătaru în memoria soldaților căzuți în cele două războaie mondiale. Monumentul are forma unui obelisc și este amplasat în centrul localității. Pe suprafața sa sunt gravate numele eroilor locali. A fost realizat ca un omagiu adus curajului și sacrificiului militarilor din comună. Este loc de desfășurare a ceremoniilor de comemorare, în special de Ziua Eroilor. Monumentul este înscris în Lista Monumentelor din Romania.